# 小俣夏乃
小俣夏乃（日语：／ Omata Kano，1996年7月24日—）生于神奈川县茅崎市，是一名日本女子花样游泳运动员，2015年就读于國士館大學。小俣4岁时开始练习游泳，她9岁时在观看了电视剧后，希望能够挑战花样游泳，于是加入Aqlub藤泽（アクラブ藤沢）俱乐部，开始花样游泳生涯。她在高中时为了更加集中精力训练，移籍至距离自己学校更近的神奈川县立麻生高等学校的Aqlub调布（アクラブ調布）俱乐部。